# Edenprojektet
Edenprojektet (eng. Eden Project) är en besöksattraktion i England, som inkluderar världens största växthus. Inuti den artificiella biomen finns växter från hela världen.
Anläggningen är belägen i ett gammalt kaolinitbrott, två kilometer från staden St Blazey och fem kilometer från den större staden St Austell, Cornwall.